# ロン・ハーパー
ロナルド・ハーパー（Ronald Harper, 1964年1月20日- ）は、アメリカ合衆国・オハイオ州デイトン出身の元プロバスケットボール選手。ポジションはポイントガードとシューティングガード。クリッパーズ時代は「ハリウッド・ハーパー」と呼ばれ、NBAで5回の優勝経験があり、異なる2チームで優勝した数少ない選手でもある。マイケル・ジョーダン率いるシカゴ・ブルズの2度目の三連覇の時とシャキール・オニールとコービー・ブライアントの率いるロサンゼルス・レイカーズの三連覇の時に在籍し (レイカーズ在籍は三連覇の最初の2年間) 、脇役としてスーパースターたちのプレーを支えたことで有名な選手である。

## 経歴
マイアミ大学卒業後、1986年のNBAドラフトで1巡目全体8位でクリーブランド・キャバリアーズに指名されて入団した。ルーキーシーズンには1試合あたり22.9得点をあげる大活躍を見せたが僅差で新人王をチャック・パーソンに取られてしまった。その後3シーズンをキャブスでプレイした後、ロサンゼルス・クリッパーズに移籍。クリッパーズ時代、ひざの故障でスピードは鈍り、ジャンプ能力は落ちたがそれでも1試合あたり約2スティールをあげている。これは未だチームレコードとなっている。1994年にマイケル・ジョーダンが突然引退を表明した際に、再建を目指すシカゴ・ブルズとフリーエージェントだった彼は契約した。1995年のシーズン終盤にジョーダンが復帰すると彼はディフェンスとしての役割と、ジョーダン、スコッティ・ピッペンに次ぐ第3の攻撃オプションとしての役割を担った。ブルズが72勝10敗の成績を残した1995-96シーズン、彼は故障を抱えながらもシーズンのほとんどの試合とNBAファイナルで先発出場を果たした。シカゴ・ブルズで3連覇を果たした後、ジョーダンをはじめとする主力選手・コーチのほとんどがチームを去り、残ったメンバーと共にNBA最低勝率という屈辱のシーズンを味わうが、翌年ブルズ時代のヘッドコーチであるフィル・ジャクソンがロサンゼルス・レイカーズのヘッドコーチに就任したことでレイカーズに移籍する。ここでもシカゴ・ブルズ時代と同じようなスター選手の補佐という役割を担い、レイカーズの優勝に貢献した。翌年も先発としてプレーを続け、このシーズンもレイカーズは優勝したがハーパーのプレイ時間はかなり短くなっており、このシーズンを最後に引退している。さらに翌年、レイカーズのガードの選手が故障がちだったため、ヘッドコーチのフィル・ジャクソンにプレイオフの期間だけでも現役復帰しないかと話を持ちかけられたという。優勝6回という快挙の可能性にかなり迷ったらしいが (レイカーズはそのシーズンも優勝は達成した)、膝の持病のために結局復帰はせず、そのまま選手としてのキャリアを終えた。
2005年にデトロイト・ピストンズのアシスタントコーチに就任し、2007年までコーチを務めた。

## 選手としての特徴
ポイントガードとしては長身・大柄であり、クリーブランド・キャバリアーズでのデビュー当時はマイケル・ジョーダンと同じようなジャンプ力を生かした得点源として期待された。がっしりとした身体でパワーもあり、身長に比べてかなり腕が長くディフェンスやスティールも得意とした。当初は1試合平均20得点前後をキープしていたが膝を故障してスピードが落ち、ロサンゼルス・クリッパーズに移籍したころには欠場する試合も多かった。また、ポイントガードにしてはジャンプシュートの正確性が悪く、スリーポイントシュートも苦手だったためフィールドゴール成功率は低かった。クリッパーズの頃は弱小チームで他に頼れる選手がいないため無理をしてエースを張っていたという一面があった。
1993-94シーズン、開幕前にシカゴ・ブルズではマイケル・ジョーダンが野球選手になるため突然引退してしまった。そのため得点力のあるシューティングガードを早急に必要としており、翌1994-95シーズン前にハーパーをフリーエージェントで当時としてはかなりの高額年俸で獲得した。しかし、シュートの成功率が低く、また膝の故障のため動きが悪くシカゴ・ブルズのコーチたちを落胆させたという。そしてシカゴ・ブルズが採用していたトライアングル・オフェンスというシステムもなかなか身に付かず、高額年俸にもかかわらず控え選手としてしか出場できない試合が続いた。
そのシーズンの途中にマイケル・ジョーダンが野球選手になることを諦めてシカゴ・ブルズに突然の復帰を果たした。ジョーダン本人の準備不足とすっかり変わってしまったまわりのチームメイトと呼吸が合わず、そのシーズンはプレーオフ2回戦での敗退となった。
このシーズン後、ジョーダンと同じシューティングガードであり、得点力に劣り、故障を抱えた上に高額年俸のハーパーはチームから完全に必要とされなくなったと思われていた。しかし、翌1995-96シーズン、ハーパーはB.J.アームストロングが抜けたことにより、ポイントガードのポジションで毎試合先発出場するようになっていた。得点やポイントガードの本来の役目であるゲームのコントロールはマイケル・ジョーダンや、スコッティ・ピッペンにまかせ、彼はひたすらディフェンスに徹することを期待されたのである。体格が大柄な上に腕が長く、ディフェンスに優れたハーパーが相手チームのポイントガードやシューティングガードをマークして押さえ込み、相手からボールを奪って速攻につなげるというシカゴ・ブルズの得意のパターンが面白いように決まるようになり、そのシーズンシカゴ・ブルズは72勝10敗、プレーオフでも15勝3敗で圧倒的な強さで優勝を決めた。ハーパーは1試合平均の得点はわずか9点だったがそれ以上にディフェンスやチームプレーで重要な働きをした。
1995-96シーズン終了後、彼は長年苦しんできた膝の故障の手術をした。先のNBAファイナルでも膝の痛みに苦しみながらも無理をして出場し、必死に相手のエースをディフェンスするシーンがあった。シカゴ・ブルズは翌年、さらに次のシーズンも優勝し、3連覇を達成したが、経営陣とコーチや主力選手たちとの方針の違いから3連覇達成後に多くの選手・コーチがチームを去ってしまい、戦力は最低の状態になってしまった。3連覇の翌年のシーズンはNBA最低勝率になり、苦しい状態のなかチームに残ったハーパーはプレイを続けていた。
翌1999-2000シーズン、ブルズ時代のヘッドコーチであるフィル・ジャクソンがロサンゼルス・レイカーズのヘッドコーチに就任し、ハーパーをレイカーズに誘う。フィル・ジャクソンはシカゴ・ブルズ時代と同じくトライアングル・オフェンスを採用することを決定していたので何としてもそのシステムを経験している選手が欲しかったのだ。こうしてハーパーはレイカーズでもシカゴ・ブルズ時代と同じように、ポイントガードのポジションで先発し、相手チームのポイントガードを抑える役割を果たすようになった。そのシーズン、レイカーズはシーズン67勝し、プレーオフでも苦しみながらも優勝を達成する。そこにはスーパースターたちを影で支える「元エース」のハーパーの力があったのは言うまでもない。

## 個人成績

### レギュラーシーズン
| シーズン | チーム | GP   | GS  | MPG  | FG%  | 3P%  | FT%  | RPG | APG | SPG | BPG | PPG  |
| -------- | ------ | ---- | --- | ---- | ---- | ---- | ---- | --- | --- | --- | --- | ---- |
| 1986–87  | CLE    | 82   | 82  | 37.4 | .455 | .213 | .684 | 4.8 | 4.8 | 2.5 | 1.0 | 22.9 |
| 1987–88  | CLE    | 52   | 52  | 32.1 | .464 | .150 | .705 | 3.9 | 4.9 | 2.1 | .9  | 15.4 |
| 1988–89  | CLE    | 82   | 82  | 34.8 | .511 | .250 | .751 | 5.0 | 5.3 | 2.3 | .9  | 18.6 |
| 1989–90  | CLE    | 7    | 7   | 37.4 | .442 | .200 | .756 | 6.9 | 7.0 | 2.0 | 1.3 | 22.0 |
| 1989–90  | LAC    | 28   | 28  | 39.5 | .481 | .283 | .795 | 5.6 | 4.8 | 2.4 | 1.1 | 23.0 |
| 1990–91  | LAC    | 39   | 34  | 35.5 | .391 | .324 | .668 | 4.8 | 5.4 | 1.7 | .9  | 19.6 |
| 1991–92  | LAC    | 82   | 82  | 38.3 | .440 | .303 | .736 | 5.5 | 5.1 | 1.9 | .9  | 18.2 |
| 1992–93  | LAC    | 80   | 77  | 37.1 | .451 | .280 | .769 | 5.3 | 4.5 | 2.2 | .9  | 18.0 |
| 1993–94  | LAC    | 75   | 75  | 38.1 | .426 | .301 | .715 | 6.1 | 4.6 | 1.9 | .7  | 20.1 |
| 1994–95  | CHI    | 77   | 53  | 19.9 | .426 | .282 | .618 | 2.3 | 2.0 | 1.3 | .4  | 6.9  |
| 1995–96† | CHI    | 80   | 80  | 23.6 | .467 | .269 | .705 | 2.7 | 2.6 | 1.3 | .4  | 7.4  |
| 1996–97† | CHI    | 76   | 74  | 22.9 | .436 | .362 | .707 | 2.5 | 2.5 | 1.1 | .5  | 6.3  |
| 1997–98† | CHI    | 82   | 82  | 27.9 | .441 | .190 | .750 | 3.5 | 2.9 | 1.3 | .6  | 9.3  |
| 1998–99  | CHI    | 35   | 35  | 31.6 | .377 | .318 | .703 | 5.1 | 3.3 | 1.7 | 1.0 | 11.2 |
| 1999–00† | LAL    | 80   | 78  | 25.5 | .399 | .311 | .680 | 4.2 | 3.4 | 1.1 | .5  | 7.0  |
| 2000–01† | LAL    | 47   | 46  | 24.2 | .469 | .264 | .708 | 3.5 | 2.4 | .5  | .5  | 6.5  |
| 通算     | 通算   | 1009 | 967 | 30.9 | .446 | .289 | .720 | 4.3 | 3.9 | 1.7 | .7  | 13.8 |

### プレーオフ
| シーズン | チーム | GP  | GS | MPG  | FG%  | 3P%  | FT%  | RPG | APG | SPG | BPG | PPG  |
| -------- | ------ | --- | -- | ---- | ---- | ---- | ---- | --- | --- | --- | --- | ---- |
| 1988     | CLE    | 4   | 4  | 33.5 | .476 | .000 | .688 | 5.0 | 3.8 | 2.8 | 1.0 | 17.8 |
| 1989     | CLE    | 5   | 5  | 37.8 | .565 | .000 | .769 | 4.2 | 4.0 | 2.2 | .8  | 19.6 |
| 1992     | LAC    | 5   | 5  | 41.2 | .448 | .111 | .786 | 6.4 | 4.6 | 1.0 | .8  | 18.0 |
| 1993     | LAC    | 5   | 5  | 34.8 | .474 | .500 | .647 | 4.0 | 3.2 | 3.0 | 2.0 | 18.0 |
| 1995     | CHI    | 6   | 0  | 6.7  | .429 | .000 | .000 | 1.0 | .7  | .5  | .2  | 2.0  |
| 1996†    | CHI    | 18  | 16 | 27.4 | .425 | .319 | .690 | 3.7 | 2.5 | 1.4 | .4  | 8.8  |
| 1997†    | CHI    | 19  | 19 | 27.1 | .400 | .344 | .750 | 4.3 | 3.0 | 1.3 | .7  | 7.5  |
| 1998†    | CHI    | 21  | 21 | 26.8 | .459 | .263 | .615 | 3.7 | 2.3 | 1.0 | .9  | 6.7  |
| 2000†    | LAL    | 23  | 23 | 28.0 | .431 | .231 | .702 | 3.7 | 3.2 | 1.0 | .6  | 8.6  |
| 2001†    | LAL    | 6   | 0  | 7.0  | .500 | .250 | .667 | 1.3 | .7  | .7  | .2  | 2.2  |
| 通算     | 通算   | 112 | 98 | 26.8 | .450 | .292 | .698 | 3.7 | 2.7 | 1.3 | .7  | 9.0  |

## その他
- 全盛時のシカゴ・ブルズと強豪復活を遂げたロサンゼルス・レイカーズの両方に在籍していたため、スーパースターたちの隣によくハーパーの姿は見られる。それらのシーンは近年発売されているシカゴ・ブルズやロサンゼルス・レイカーズのDVDでも見ることができる。

- シカゴ・ブルズでマイケル・ジョーダンの相棒として有名な、スコッティ・ピッペンの親友だったことでも有名。ピッペンが一時期シカゴ・ブルズの待遇の悪さに腹を立て、親友ハーパーのいるロサンゼルス・クリッパーズへの移籍を希望したことがあった。そのときハーパーはクリッパーズのチーム状態の悪さを素直に伝え、移籍を思いとどまるように、ピッペンを説得した。逆にその後シカゴ・ブルズがハーパーを獲得したのも、ピッペンの親友であるという事実が有利に働いたことは言うまでもない。
- NBAでも有名なファッションリーダーであった。シカゴ・ブルズ時代のチームメイトでいつも奇抜なファッションばかりしていたデニス・ロッドマンとは対照的だった。

## 家族
妻と娘1人と息子2人がいる。妻と娘はシカゴ・ブルズ時代に優勝を決めたコートの上で娘を肩車しながらチームメイトと喜び合っているシーンがあり、息子のロン・ハーパー・ジュニアはラトガーズ大学で4年間プレーした後、NBAのトロント・ラプターズに所属後、現在デトロイト・ピストンズと2ウェイ契約で所属している。次男のディラン・ハーパーは2025年のNBAドラフトで、1巡目2位でサンアントニオ・スパーズに゙指名された。